# Marans, Charente-Maritime
Marans là một xã trong tỉnh Tổng Marans of the Charente-Maritime department trong vùng Nouvelle-Aquitaine tây nam nước Pháp. Xã này nằm ở khu vực có độ cao trung bình 6 mét trên mực nước biển. Marans được kết nối với La Rochelle bằng kênh đào Marans à la Rochelle.

## Dân số
| Năm  | Dân số |
| ---- | ------ |
| 1962 | 3,680  |
| 1968 | 3,833  |
| 1975 | 3,987  |
| 1982 | 4,289  |
| 1990 | 4,170  |
| 1999 | 4,375  |